# August Brants
August Brants (Munsterbilzen, 27 januari 1912 - Bilzen, 3 januari 1982) was een Belgisch Vlaams-nationalistisch politicus voor het VNV.

## Levensloop
Brants huwde en kreeg vier kinderen. In mei 1940 behoorde hij tot de groep "staatsgevaarlijken' die naar Frankrijk werden gedeporteerd. Op 12 november 1941 werd hij, hoewel geen gemeenteraadslid, aangesteld als burgemeester van Aartselaar, een mandaat dat hij uitoefende tot 1944. Hij volgde Jef Ceulemans (Katholiek Verbond van België) op nadat deze omwille van de ouderdomsverordening (Überalterungsverordnung) ontslag diende te nemen. Zijn aanstelling was een kenmerkend voorbeeld van een Nieuwe Ordebenoeming tijdens de Duitse bezetting gedurende de Tweede Wereldoorlog. 
Zo kreeg zijn kandidatuur zonder verdere duiding voorrang vanwege gouverneur Jan Grauls (na een onmiddellijke "Genehmigung" (goedkeuring) door "Stadtkommissar der deutschen Militärverwaltung" in Antwerpen Walter Delius) op deze van de eerste schepen, alsook andere - door de Antwerps burgemeester Leo Delwaide - aangebrachte katholieke kandidaten. Dit was opmerkelijk aangezien hovenier Brants, die een lager mandaat binnen de Nationale Landbouw- en Voedingscorporatie (NLVC) bekleedde, geen gemeenteraadslid was.
In het kabinetsarchief van toenmalig gouverneur Grauls werd een schrijven van 8 april 1941 gevonden, dat de aanstelling van Brants duidelijk binnen de collaboratie circuleert. Zo werd in de brief het hele schepencollege van Aartselaar als 'totaal onbevoegd' omschreven en gesteld: al onze gemeentebonzen zijn van een laag kleurpolitiek gehalte, zoodat ze geen de minste waarborg geven op volksch-nationaal noch op administratief gebied. Betreffende burgemeester Ceulemans werd in het schrijven daarnaast gesteld: "zijn maçonnieke en anti-klerikale drijverijen worden door niemand in vraag gesteld zonder gewag te maken van zijn volksvreemde, belgicistische en laag-liberalistische kuiperij. En dit in een tijd dat men spreekt van het marcheeren der Vlaamsch-nationale elementen." Ten slotte verwees de schrijver naar de deportatie van Brants in mei 1940 en bepleitte een totale zuivering van het college, met inbegrip van de gemeentesecretaris o.l.v. Brants.